# تشارلز دوغلاس الثالث
تشارلز دوغلاس الثالث هو قاضي ومحامي وسياسي أمريكي، ولد في 2 ديسمبر 1942 في بلدة أبينغتون ‏ في الولايات المتحدة. نشط حزبياً في الحزب الجمهوري. وقد انتخب عضو مجلس النواب الأمريكي ‏.